# Cimitero al-Adl
Il cimitero al-Adl (in arabo مقبره العدل‎?) è il più grande cimitero pubblico della Mecca, Arabia Saudita.

## Significato del nome
L'espressione al-Adl, in lingua araba, vuol dire giustizia divina.

## Storia e localizzazione
Il cimitero è stato inaugurato nel 1926 e la sua dimensione è di circa 50 000 metri quadrati. Il cimitero è situato in via Majed, a nord-est si trova la Grande Moschea, mentre ad est si trova la sede del governatorato della Provincia della Mecca.

## Sepolture illustri

### Principi dell'Arabia Saudita
- Mansur bin Abd al-Aziz Al Sa'ud (1921 - 1951)[1]
- Abd al-Majid bin Sa'ud Al Sa'ud (1943 - 1991)
- Mishari bin Abd al-Aziz Al Saud (1932 - 2000)
- Majid bin 'Abd al-'Aziz Al Sa'ud (1938 - 2003)
- Fahad bin Sa'ud Al Sa'ud (1923 - 2006)
- Abd Allah bin Faysal Al Sa'ud (1921 - 2007)[1]
- Fawwaz bin Abd al-Aziz Al Saud (1934 - 2008)[4]
- Nāyef bin ʿAbd al-ʿAzīz Āl Saʿūd (1933 - 2012)[5][6]
- Hathloul bin Abd al-Aziz Al Saud (1942 - 2012)
- Sattam bin 'Abd al-'Aziz Al Sa'ud (1941 - 2013)[7]
- Sa'ud bin Faysal bin Abd al-Aziz Al Sa'ud (1940 - 2015)
- Nawwaf bin Abd al-Aziz Al Sa'ud (1932 - 2015)
- 'Abd al-Rahman bin 'Abd al-'Aziz Al Sa'ud (1931 - 2017)
- Mish'al bin Abd al-Aziz Al Sa'ud (1926 - 2017)
- Mohammed bin Faysal Al Sa'ud (1937 - 2017)
- Bandar bin Abd al-Aziz Al Sa'ud (1923 - 2019)
- Mut'ib bin 'Abd al-'Aziz Al Sa'ud (1931 - 2019)

### Gran Mufti del Regno
- 'Abd al-Aziz ibn 'Abd Allah ibn Baz (1910 - 1999)[1]